# Terra Boa (ort)
Terra Boa är en ort i Brasilien.   Den ligger i kommunen Terra Boa och delstaten Paraná, i den södra delen av landet, 1 000 km sydväst om huvudstaden Brasília. Terra Boa ligger 568 meter över havet och antalet invånare är 12 958.
Terrängen runt Terra Boa är huvudsakligen platt. Terra Boa ligger uppe på en höjd. Närmaste större samhälle är Engenheiro Beltrão, 18,1 km öster om Terra Boa.
Trakten runt Terra Boa består till största delen av jordbruksmark. Runt Terra Boa är det ganska glesbefolkat, med 23 invånare per kvadratkilometer.